# Иван Чонтов
Доктор Иван Чонтов е роден в Сопот около 1855 г. Завършва Сопотското класно училище и през 1874 постъпва в Имперското медицинско училище в Цариград заедно с Киро Вазов, с когото са съвипускници. Заедно с К.Вазов е един от първите дипломирани български лекари практикуващи и за българската армия.